# إد براندنبيرغ
إد براندنبيرغ (بالإنجليزية: Ed Brandenburg) هو ممثل أمريكي، ولد في 5 مايو 1893 في كنتاكي في الولايات المتحدة، وتوفي في 17 نوفمبر 1968 في تيمبل سيتي في الولايات المتحدة بسبب مرض.

## وصلات خارجية
- إد براندنبيرغ على موقع IMDb (الإنجليزية)
- إد براندنبيرغ على موقع ألو سيني (الفرنسية)
- إد براندنبيرغ على موقع أول موفي (الإنجليزية)
- إد براندنبيرغ على موقع قاعدة بيانات الأفلام السويدية (السويدية)
- إد براندنبيرغ على موقع قاعدة بيانات الفيلم (الإنجليزية)
- إد براندنبيرغ على موقع كينوبويسك (الروسية)